# Power Jets W.2
Power Jets W.2 je bio britanski turbomlazni motor koji su dizajnirali Frank Whittle i Power Jets (Research and Development) Ltd. Kao i prethodnik Power Jets W.1, "trombonska" konfiguracija imala je jednostavni dvostrani centrifugalni kompresor, komore za izgaranje obrnutog toka te zrakom hlađenu turbinsku sekciju.
Razvijen od modela Power Jets W.1. Izrađivao ga je Rover Car Company. Najviše je primjenjivan u Gloster E.28/39 i Gloster Meteoru. Model W.2B-Rover B.23 razvijen je u Rolls-Royce Welland, a W.2B/500-Rover B.26 u Rolls-Royce Derwent.
Testiran je na zrakoplovima Gloster E.28/39, F.9/40 i Vickers Wellington. Prvi je put pokrenut oko 1941. godine.

## Inačice
Napomena: Oznake kompanije Rover za motore proizvedene u Barnoldswicku sadrže prefiks "B" skupa sa svojim unutarnjim brojem dizajna, primjerice, "B.23". Poslije, nakon što su dizajni transferirani u Rolls-Royce (RR) dodan je još jedan prefiks, prefiks "R", čime je označavanje promijenjeno u "RB" radi sprječavanja moguće zabune s oznakama američkih bombardera, primjerice, "RB.23". Sustav označavanja s "RB" ostao je u uporabi u Rolls-Royceu do danas.
W.2
W.2 Mark IV
W.2Y
W.2B/Rover B.23
W.2B Mark II
W.2B/500 - Rover B.26
W.2/700
W.2/800
W.2/850
Rolls-Royce B.23 Welland
Rolls-Royce B.37 Derwent I

## Izloženi primjerci
- Očuvani W.2/700 javno je izložen u Farnborough Air Sciences Trustu.
- Još jedan W.2/700 je dio zbirke zrakoplovnih motora u Muzej RAF-a u Cosfordu.
- Sekcionirani W.2/700 u Lutterworthskom muzeju.
- Rover W.2B/26 izložen je u Midlandskom zračnom muzeju.

## Svojstva
Svojstva (specifikacije) motora W.2/850, prema Jane'su:
Opća svojstva
- vrsta:  turbomlazni motor s centrifugalnom izvedbom
- dužina:
- promjer:
- masa suhog motora: 431 kg
- gorivo: kerozin
- potrošnja goriva: 1185 kg/h
- najveći potisak:  2,485 lbf (1,127 kgf) pri 16,500 rpm
- omjer potiska i mase: 2,6:1

## Vanjske poveznice
- Flight, October 1945 - Sectional diagram of the W.2B
- A photograph in a 1962 issue of Flight of the Wellington W5389/G with W.2B installed